# Ellen Epstein
Ellen Epstein (* 28. September 1898 in Breslau; † nach 21. Oktober 1942 bei Riga, Reichskommissariat Ostland) war eine deutsche Pianistin und Opfer des Holocaust.

## Leben
Ellen Epstein war die Tochter des Justizrats Salomon Epstein (1848–1909) und der Minna, geb. Grünfeld (1864–1942). Epstein besuchte das Lyceum in Kattowitz. Nach dem Tod des Vaters zog sie mit Mutter und Schwester Margot in die Innsbrucker Straße 5 in Schöneberg, Margot Epstein arbeitete später als Journalistin unter anderem für das Berliner Tageblatt. Ab 1915 besuchte sie einen Malkurs bei Eugen Spiro, begann dann aber ab 1918 ein Klavierstudium, bei dem sie Artur Schnabel, Bruno Eisner, Egon Petri, Rudolf Maria Breithaupt und Erwin Lendvai als Lehrer hatte. 1920 unternahm sie ihre erste Tournee in Polen. Nach Abschluss ihrer Ausbildung trat sie in Berlin sowie in Breslau, Danzig, Frankfurt am Main, Hamburg, Heidelberg, Königsberg, Leipzig, Mannheim und München auf. Sie spielte auch mit dem Berliner Symphonieorchester und führte 1924 unter Hermann Abendroths Stabführung in Köln Beethovens 5. Klavierkonzert auf. Sie begleitete die Violinisten Stefan Frenkel und Max Wolfsthal und den Sänger Wilhelm Guttmann. Im November 1927 konzertierte sie mit Leon Theremin, experimentierte auch mit Oskar Vierling. Zwei Konzertreisen im Mai und November 1933 nach England sind bekannt, wo sie auch Werke von Grete von Zieritz und Paul Höffer präsentierte.

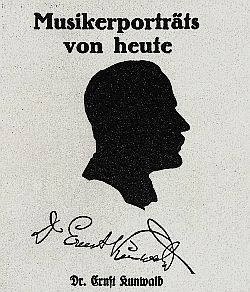
Ellen Epstein: Ernst Kunwald. Scherenschnitt. Deutsche Allgemeine Zeitung, 11. September 1931

Ellen Epstein: Wilhelm Furtwängler. Signierter Scherenschnitt. Deutsche Allgemeine Zeitung, 29. Mai 1931

Sie verkehrte in der musikalischen Avantgarde der Zwanziger Jahre und brachte Werke von Norbert von Hannenheim, Ernst-Lothar von Knorr, Josef Schelb, Heinz Tiessen und Kurt Weill zur Uraufführung. Sie war Mitglied in der Internationalen Gesellschaft für Neue Musik (IGNM). Spätestens seit 1926 unterrichtete Epstein auch am Klindworth-Scharwenka-Konservatorium. Sie war mit dem Arzt Felix Abraham befreundet. Sie fertigte Scherenschnitte der ihr begegnenden Musiker an, die sie der Presse zum Druck anbot, eine geplante Buchausgabe wurde aber nicht realisiert.
Nach der Machtergreifung der Nationalsozialisten konnte Epstein in Deutschland keine Konzerte mehr geben. Im August 1935 wurde sie aus der Reichsmusikkammer ausgeschlossen, was faktisch ein Berufsverbot bedeutete. Auch privat durfte sie am Klavier nur noch eine jüdische Schülerschaft unterrichten. Ihr Name erschien in den antisemitischen Lexika von Girschner und Trienes (1937), Brückner und Rock (1938) und in Herbert Gerigks Lexikon der Juden in der Musik. Nach ihrem Auftritt in London im November 1933 hatte sie nur noch einen einzigen Auftritt im Juni 1938 bei einer jüdischen Kulturveranstaltung in Berlin, wo sie im Klubheim des Jüdischen Frauenbunds in der Marburger Straße Werke von Sándor Jemnitz, Karl Wiener und Sergei Prokofjew spielte.
Gleich tausenden anderer Juden wurde Epstein von den nationalsozialistischen Behörden zur Zwangsarbeit herangezogen, ihr Arbeitsplatz war bei der Firma „Scherb und Schwer KG“ in Berlin-Weißensee.
Anfang 1942 starb ihre Mutter in Berlin. Im Oktober 1942 wurde Ellen Epstein zusammen mit ihrer Schwester vom Güterbahnhof Putlitzstraße mit dem „21. Berliner Osttransport“ deportiert. In Riga wurden 81 Männer selektiert, die meisten der Deportierten jedoch, 878 Personen, sofort nach Ankunft am 22. Oktober 1942 im Wald von Biķernieki von lettischen Hilfstruppen der SS erschossen; unter ihnen auch der Knabe Gert Rosenthal (geb. 1932), der jüngere Bruder von Hans Rosenthal. Die genauen Todesumstände Epsteins sind nicht bekannt. Auch ihr Nachlass in Berlin wurde ausgelöscht. Ihr Cousin Hans Hirschel wurde von Maria Gräfin von Maltzan in ihrer Wohnung versteckt und gerettet.
2009 wurde in Berlin-Moabit ein Straßenneubau auf dem Gelände des ehemaligen Güterbahnhofs, von dem der Riga-Transport startete, nach Ellen Epstein benannt.